# 2016 Re-Album
2016 Re-ALBUM é o álbum de compilação do grupo sul-coreano Sechs Kies, lançado em 1 de dezembro de 2016 pela YG Entertainment. Ele marca o primeiro álbum do grupo desde Blue Note de 2000, além de ser o primeiro de seu retorno realizado em 2016.
2016 Re-ALBUM contém canções de sua discografia, que foram remasterizadas e rearranjadas pela equipe de produtores da YG Entertainment. Após seu lançamento atingiu a posição de número dois na parada semanal da Gaon Albums Chart.

## Antecedentes
Em 17 de novembro de 2016, a YG Entertainment anunciou o retorno de um de seus artistas, mais tarde foi revelado que era o Sechs Kies com um álbum de compilação intitulado 2016 Re-ALBUM.. Como algumas das canções do grupo eram antigas e difíceis de encontrar suas fontes originais, o CEO Yang Hyun-suk, requisitou a equipe de produtores da YG Entertainment, composta por Rovin, Airplay, Future Bounce e Kang Ukjin, para que trabalhem nas mesmas em um processo de rearranjo e remasterização, para que dessa forma, adquirissem modernidade e tivessem as características de canções da agência. 
Em 23 de novembro foi anunciado a data de lançamento do álbum e dois dias depois, sua lista de faixas foi oficialmente revelada.

## Faixas
| N.º            | Título                               | Letras               | Música         | Arranjos       | Duração |  |
| 1.             | "Com' Back"                          | Cho Eun-hee          | Cho Jin-jin    | Airplay        | 3:38    |  |
| 2.             | "Couple"                             | Jang Dae-sung, Tablo | Ma Gyung-shik  | Future Bounce  | 4:07    |  |
| 3.             | "Got A Feeling" (예감)               | Lee Seung-ho         | Yoon Il-sang   | Future Bounce  | 3:31    |  |
| 4.             | "Come To Me Baby"                    | Kim Young-a          | Kim Seok-chan  | Kang Uk Jin    | 3:42    |  |
| 5.             | "Chivalry" (기사도)                  | Kim Young-a          | Han Chang-hoon | Airplay        | 3:40    |  |
| 6.             | "Heartbreak" (연정)                  | Lee Seung-ho         | Yoon Il-sang   | Rovin          | 3:16    |  |
| 7.             | "Reckless Love" (무모한 사랑)        | Lee Seung-ho         | Yoon Il-sang   | Future Bounce  | 3:17    |  |
| 8.             | "Road Fighter"                       | Kim Young-a          | Lee Yoon-sang  | Future Bounce  | 2:58    |  |
| 9.             | "Rise Up (School Anthem)" (학원별곡) | Park Ki-young        | Lee Yoon-sang  | Airplay        | 3:30    |  |
| 10.            | "Dear Love" (사라하는 너에게)        | Jang Dae-sung, Tablo | Ma Gyung-shik  | Rovin          | 3:59    |  |
| Duração total: | Duração total:                       | Duração total:       | Duração total: | Duração total: | 36:38   |  |

## Desempenho nas paradas musicais
| Paradas (2016)                            | Melhor posição |
| ----------------------------------------- | -------------- |
| Coreia do Sul (Gaon Weekly Albums Chart)  | 2              |
| Coreia do Sul (Gaon Monthly Albums Chart) | 5              |